# Taavi Rõivas
Taavi Rõivas (Tallin, 26 de setembro de 1979) é um político e economista estoniano. Foi Primeiro-ministro da Estônia entre 2014 e 2016. Rõivas era o mais jovem chefe de governo da União Europeia.

## Biografia
Nascido na capital estoniana de Tallin em 1979, licenciou-se em economia e marketing internacional pela Escola Secundária de Ciências e a Faculdade de Ciências Econômicas e Empresariais da Universidade de Tartu.
Em 1998 após finalizar seu ensino superior se iniciou na política ingressando no Partido Reformista Estoniano dirigido então por Siim Kallas. No ano seguinte começou sendo assessor do então Ministro de Justiça Märt Rask.  Em 2002, decidiu ampliar mais seus estudos em Tartu e a trabalhou no setor privado como executivo econômico em uma grande empresa dedicada à informática: AS IT Grupp. Em 2003 regressou à política, sendo Diretor do escritório do Ministro do Interior Paul-Eerik Rummo. 
Entre 2004 e 2005 foi chefe do distrito da cidade de Tallin, Haabersti, depois passou a ser assessor do primeiro-ministro, Andrus Ansip.
Em dezembro de 2012, tornou-se o mais novo membro do governo como Ministro dos Assuntos Sociais, substituindo Hanno Pevkur. Pevkur por sua vez substituiu Kristen Michal como Ministro da Justiça; Michal havia renunciado devido a acusações de corrupção pelo colega de partido Silver Meikar.
Em fevereiro de 2014, o primeiro-ministro Andrus Ansip anunciou que iria renunciar um ano antes das eleições em 2015 e entregou seu cargo para o comissário Siim Kallas, ex-líder do Partido Reformista e do Primeiro-Ministro de 2002 a 2003. Kallas começou as negociações de coalizão com o Partido Social-Democrata, de decidir substituir o conservador União do Pro Patria e Res Publica como parceiro de coligação dos Reformistas. Em 12 de março, Kallas anunciou inesperadamente que ele não iria postular o cargo, devido a discussões na mídia de suas ações como presidente do Banco da Estônia no início de 1990. No mesmo dia, a liderança do Partido Reformista escolheu Rõivas como o novo candidato a primeiro-ministro.
Apresentando o voto do Riigikogu em 24 de março, ele ganhou o voto de confiança da Assembleia por 55 votos contra 36. Ele apresentou seu governo ao presidente Toomas Hendrik Ilves e tomou posse em 26 de março.